# Gunung Hulusekelam
Gunung Hulusekelam är ett berg i Indonesien.   Det ligger i provinsen Sumatera Utara, i den västra delen av landet, 1 400 km nordväst om huvudstaden Jakarta. Toppen på Gunung Hulusekelam är 1 920 meter över havet, eller 80 meter över den omgivande terrängen. Bredden vid basen är 1,2 km.
Terrängen runt Gunung Hulusekelam är bergig västerut, men österut är den kuperad. Runt Gunung Hulusekelam är det glesbefolkat, med 16 invånare per kvadratkilometer. Det finns inga samhällen i närheten. I omgivningarna runt Gunung Hulusekelam växer i huvudsak städsegrön lövskog.